# Comuna Stara Kotelnea, Andrușivka
Stara Kotelnea (în ucraineană Старокотельнянська сільська рада) este o comună în raionul Andrușivka, regiunea Jîtomîr, Ucraina, formată din satele Stara Kotelnea (reședința) și Starosillea.

## Demografie
Componența lingvistică a satului Stara Kotelnea
     Ucraineană (97,03%)
     Rusă (2,39%)
     Alte limbi (0,46%)
Conform recensământului din 2001, majoritatea populației satului Stara Kotelnea era vorbitoare de ucraineană (97,03%), existând în minoritate și vorbitori de rusă (2,39%).